# Kargalinszkaja
Kargalinszkaja (oroszul: Каргалинская) falu Oroszországban, a Csecsen Köztársaság Selkovszkajai járásában. A település a Tyerek folyó mellett fekszik.

## Leírása
A Kaukázus északi részén található Kargalinszkaja eredetileg a Tyerek folyó jobb partján feküdt, de a Tyerek gyakori árvizei miatt a bal partra költözött. A települést 1735–1736-ban alapították Borozgyinovszkaja és Dubovszkaja falvai mellett. 1735-ben írták alá az oroszok és perzsák közötti gandzsai szerződést, amely szerint az Orosz Birodalom határát a Tyerek mellett jelölték ki. Az itt álló Szent Kereszt-erődöt le kellett bontani, így az abban élők három településen telepedtek le a Tyerek partján, a folyó mentén fekvő Grebenszkaja falvak alatt.
1914-ben a falu területén a Tyerek folyó katasztrofális áttörése eredményeként a folyó új ágat, az úgynevezett Kargalinka-ágat (Kargalinszkajai-áttörés) hozott itt létre (jelenleg az Új-Tyerek nevet használják). Idővel a víz nagy része egy új mederben kezdett folyni, és az öreg ágak pusztulásnak indultak. Ezt követően épült meg a Kargalinszkajai-áttörés csúcsán a Kargalinszkajai duzzasztómű.
1946 márciusától 1957-ig a Grozniji terület, majd 1963. február 1-jéig a Csecsen-Ingus Autonóm Szovjet Szocialista Köztársaság Kargalinszkajai járásának székhelye volt. A Kargalinszkajai járást 1963-ban a Selkovszkajai járáshoz csatolták.

## Galéria

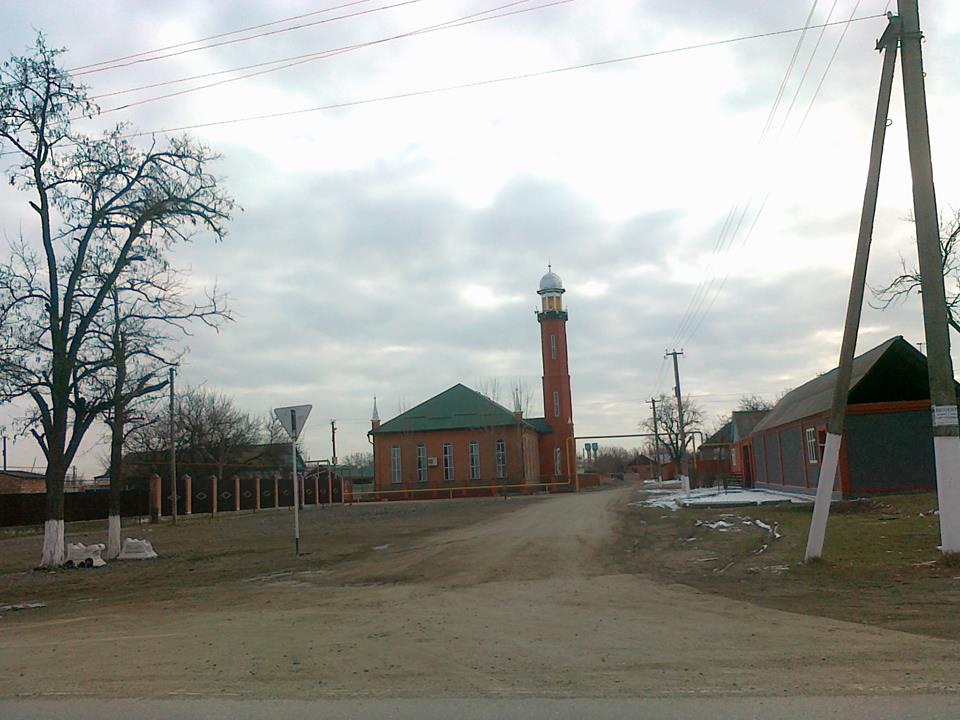
Kargalinszkaja, mecset
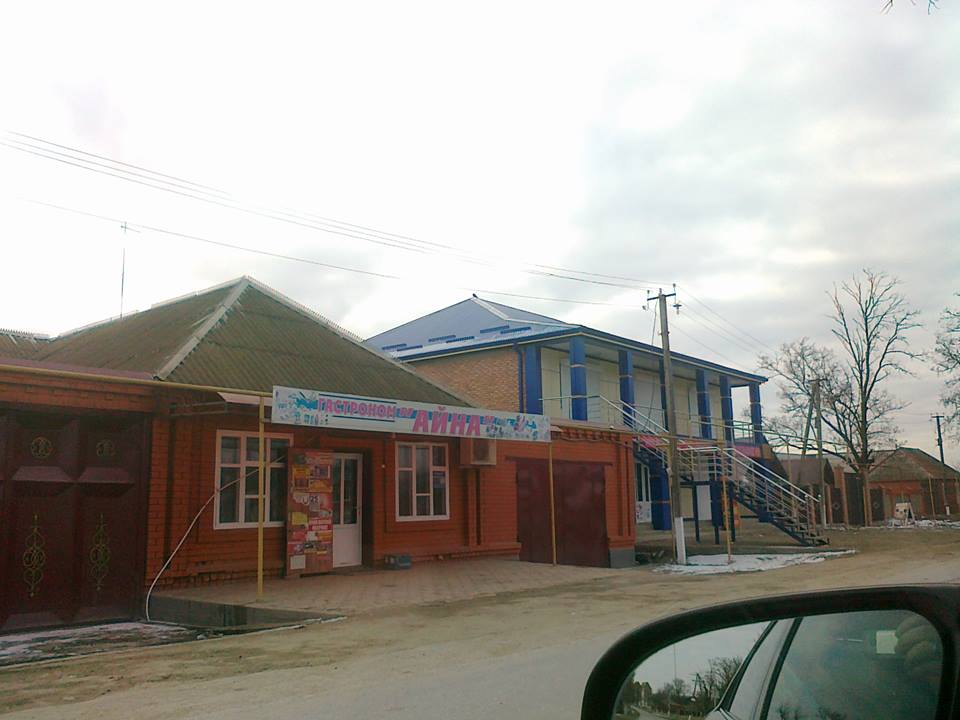
Kargalinszkaja, utcarészlet